# Testbiotech
Testbiotech e.V.  ist ein 2008 als gemeinnützig anerkannter eingetragener Verein mit Sitz in München.

## Zweck
Der Verein wurde als Institut für unabhängige Folgenabschätzung in der Biotechnologie von einer Gruppe kritischer Experten gegründet, um unabhängige Forschung und die gesellschaftliche Debatte über die Auswirkungen der Biotechnologie zu fördern. 
Er ist ausgerichtet auf wissenschaftliche Fragen und will als Kompetenzzentrum und Institut für unabhängige Risiko- und Begleitforschung fungieren. Der Verein befasst sich mit den ökologischen, sozialen und ethischen Folgen biotechnologischer Entwicklungen und insbesondere mit der Anwendung der Gentechnik in der Landwirtschaft. Dabei werden Themen wie Risikoforschung, die Abschätzung sozio-ökonomischer Auswirkungen (z. B. durch die Patentierung von Saatgut oder Nutztieren), die Weiterentwicklung gesetzlicher Regelungen und züchterische Alternativen zur gentechnischen Veränderung von Pflanzen und Tieren. Testbiotech erstellt selbst Studien und Projekte, erstellt Informationsmaterialien, vergibt Forschungsaufträge an Experten und stellt die Ergebnisse der Öffentlichkeit vor.

## Schwerpunktthemen
- Gentechnik und unser Umgang mit der Natur
- Agro-Gentechnik (Gentechnik in der Landwirtschaft)
- Genmanipulierte Tiere
- Synthetische Biologie und Gene Editing
- Patentierung von Lebewesen
- Unabhängigkeit von Forschung und Behörden

## Organisation
Der Verein finanziert sich über private Spenden, Projekt- und Stiftungsgelder. Über Inhalte und Projekte bestimmt der Verein selbst. Er veröffentlicht regelmäßig Jahresberichte und ist auch im EU-Transparency Register eingetragen. Geschäftsführer ist Christoph Then, ehemaliger Mitarbeiter der Grünen und bis Ende 2007 Leiter des Bereiches Gentechnik und Landwirtschaft bei Greenpeace Deutschland. Außerdem ist er Koordinator des internationalen Bündnisses „Keine Patente auf Saatgut“, eine internationale Koalition von Nichtregierungsorganisationen, die sich für eine Verbot der Patentierung von Pflanzen und Tieren einsetzen.